# Krásná Lípa (Křimov)
Krásná Lípa (deutsch Schönlind) ist ein Ortsteil der Gemeinde Křimov in Tschechien.

## Geographie
Krásná Lípa liegt fünf Kilometer nordwestlich des Stadtzentrums von Chomutov auf dem Kamm des sächsisch-böhmischen Erzgebirges zwischen den Tälern der Chomutovka und Hačka am östlichen Fuße des Krásnálípský vrch (Schönlinder Höhe, 626 m). Nördlich liegen die Reste der Burg Hausberk. Von Süden nach Westen wird das Dorf von der Bahnstrecke Chomutov–Vejprty umfahren, die Bahnstation Domina liegt 700 m südwestlich des Dorfes über dem Hačkatal. Südlich führt die Staatsstraße I/7 von Chomutov nach Reitzenhain vorbei.
Nachbarorte sind Bečov und Blatno im Norden, Šerchov und Hrádečná im Nordosten, Březenec im Osten, Horní Ves im Südosten, Černovice und Málkov im Süden, Zelená und Lideň im Südwesten, Strážky und Domina im Westen sowie Suchdol, Třetí Dolský Mlýn, Druhý Dolský Mlýn und První Dolský Mlýn im Nordwesten.

## Geschichte
Die erste schriftliche Erwähnung des zur Deutschordenskommende Komotau gehörigen Hofes Schönlind erfolgte im Jahre 1312. Nach längeren Streitigkeiten mit der Böhmischen Krone nutzte Wenzel IV. 1410 nach der Schlacht bei Tannenberg die Schwäche des Ordens und konfiszierte dessen Besitz. 1411 verwies Wenzel den Orden des Landes. Nachfolgend wurde das Dorf Teil der Herrschaft Komotau. Bei ihrem Freikauf aus der Untertänigkeit kaufte die Stadt Komotau im Jahre 1605 auch das Gut Schönlind mit den zugehörigen Dörfern. Das Gut wurde fortan zum Zentrum der Besitzungen der Freien Königlichen Stadt auf dem Kamm des Erzgebirges. Durch das Dorf führte die Kaiserstraße von Komotau nach Sebastiansberg.
Nach der Aufhebung der Patrimonialherrschaften bildete Schönlind ab 1850 eine politische Gemeinde in der Bezirkshauptmannschaft Komotau. Seine Bewohner lebten hauptsächlich von der Viehzucht und dem kargen Ackerbau. Zudem wurde in Heimarbeit Gorlnäherei und Spitzenklöppelei betrieben. 1868 begann der Bau der Bahnstrecke Komotau-Weipert durch die Buschtěhrader Eisenbahn, die das Dorf von Süden nach Westen umfuhr. Vier Jahre später wurden die Strecke und die Bahnstation Domina-Schönlind eingeweiht. Im Jahre 1930 waren drei Prozent der Bewohner Tschechen. Nach dem Münchner Abkommen wurde die Gemeinde 1938 dem Deutschen Reich zugeschlagen und gehörte bis 1945 zum Landkreis Komotau. 1939 lebten nach der Vertreibung der Tschechen ins Binnenland in Schönlind nur noch 132 Menschen. In den letzten Tagen des Zweiten Weltkrieges führte am 16. und 17. April 1945 ein Todesmarsch von KZ-Häftlingen von Reitzenhain über Ulmbach, Sebastiansberg, Neudorf, Domina, Schönlind, Oberdorf und Komotau ins Nordböhmische Becken. Zum Ende des Krieges war die Einwohnerschaft von Schönlind durch Flüchtlinge aus den Bombardierungsgebieten auf 147 angewachsen. Das Dorf kam zur Tschechoslowakei zurück und die deutschen Bewohner wurden vertrieben. Er erfolgte eine Wiederbesiedlung mit Tschechen. 1948 erhielt der Ort den tschechischen Namen Krásná Lípa. Im Jahre 1960 wurde Krásná Lípa nach Domina eingemeindet. Seit 1963 gehört das Dorf zu Křimov. Die Einwohnerzahl sank stetig. Die Kapelle der hl. Dreifaltigkeit wurde in den 1980er Jahren abgerissen. Im Jahre 2001 bestand das Dorf aus 14 Häusern, in denen 41 Menschen lebten.

## Entwicklung der Einwohnerzahl
| Jahr | Einwohnerzahl |
| ---- | ------------- |
| 1869 | 143           |
| 1880 | 136           |
| 1890 | 129           |
| 1900 | 128           |
| 1910 | 117           |

| Jahr | Einwohnerzahl |
| ---- | ------------- |
| 1921 | 117           |
| 1930 | 165           |
| 1950 | 54            |
| 1961 | 52            |
| 1970 | 43            |

| Jahr | Einwohnerzahl |
| ---- | ------------- |
| 1980 | 21            |
| 1991 | 16            |
| 2001 | 41            |
| 2011 | 101           |

## Sehenswürdigkeiten
- Reste der Burg Hausberk, nördlich des Dorfes